# Orebalgeum
Orebalgeum (en coreano: hangul:오래밝음) es un dibujante y guionista de manhwa de Corea del Sur.

## Carrera
Sus inicios en el mundo del guion y la ilustración fueron como guionista de juegos en línea.
Posteriormente empezó a colaborar con diferentes ilustradores en el manhwa. En 2001 crea Cyber Doll junto a Park Seong-u, Jungguk-i duryeowohan gwanggetodewang junto a Yang Seong Mo, una introducción a la historia china para niños en forma de cómic y  Café Occult, publicado en España por Editorial Ivrea y por Tokyopop en Estados Unidos.
Artista polivalente, también ha trabajado en manhwa educativo junto a otros ilustradores.

## Obras[1]
- 2001: Cyber Doll, junto a Park Seong Woo
- 2003: Café Occult (Cafe 오컬트) junto a An Non Eun
- 2004: El último gran rey de China, (중국이 두려워한 광개토대왕) (3 vol) junto a Yang Seong Mo
- 2006: Gwi (귀 鬼 ) junto a Kim Young Oh
- 2006: En busca de mamá(엄마의 시를 찾아서) junto a Park Seong Woo